# Гравелона Ломелина
Гравело̀на Ломелѝна (на италиански: Gravellona Lomellina, на местен диалект: Gravalùna, Гравалуна) е малко градче и община в Северна Италия, провинция Павия, регион Ломбардия. Разположено е на 118 m надморска височина. Населението на общината е 2704 души (към 2015 г.).